# Pieni-Metiäinen
Pieni-Metiäinen är en ö i Finland. Den ligger i sjön Saimen och i kommunen Puumala i den ekonomiska regionen  S:t Michel och landskapet Södra Savolax, i den södra delen av landet, 230 km nordost om huvudstaden Helsingfors. Öns area är 4,3 hektar och dess största längd är 360 meter i nord-sydlig riktning.